# Dschi Dsche-i Wischer Dschunior
Der Dschi Dsche-i Wischer Dschunior war eine kurze tägliche Radio-Comedy, die von Ö3 im Rahmen des Ö3-Weckers im Jahr 1979 ausgestrahlt wurde. Die Texte stammten von Christine Nöstlinger, gelesen wurden sie von Burgschauspieler Wolfgang Hübsch, dessen Stimme elektronisch verfremdet wurde. Im Jahr 1981/82 gab es weitere Folgen am Sonntag Morgen.

## Hörfunksendung
Darin plauderte ein junger Wischer über seine Alltagsprobleme, beispielsweise in der Schule, mit dem Taschengeld, mit den Eltern Altwischern und seiner kleinen Schwester Schwesterwisch. Die Wischer sind seltsame Wesen, über die man wenig erfährt, jedoch wissen wir, dass sie drei Reihen von Zähnen haben, dass sie ihren buschigen, seidigen Schwanz täglich bürsten, dass sie in einem Iglu wohnen und sich auf Rollschuhen fortbewegen. Das Fabelwesen hatte ein Faible für altmodische Wörter, aber auch für Neukreationen. Die Texte des Dschi Dsche-i Dschunior stammten aus der Feder von Kinderbuchautorin Christine Nöstlinger, gelesen wurden sie vom Burgschauspieler Wolfgang Hübsch, dessen Stimme elektronisch verfremdet wurde. Da die Ausstrahlung zur frühen Morgenstunde erfolgte, waren sowohl Dschi Dsche-i Wischers Schwierigkeiten mit dem Frühaufstehen ein wiederkehrendes Thema, als auch launige Beschreibungen des Aufstehens. Argumentiert wurde aus der Perspektive von Kindern.
Die Sendung hatte sechs- bis zwölfjährige Kinder als Zielpublikum. Gewünscht war jedoch von der Autorin, „dass Erwachsene und Kinder irgendwas haben, wo es ihnen leicht fällt, miteinander darüber zu reden – denn wir wissen alle [...], dass durchschnittliche Leut' mit ihren Kindern sehr wenig reden und oft nicht wissen, was sie mit Kindern besprechen sollen.“
Es gab auch erheblichen Widerstand, in der Hörerschaft und innerhalb des staatlichen Rundfunks. ORF-Generalintendant Gerd Bacher äußerte den Wunsch, dass „dieses gräßliche Geschöpf“ bald wieder aus dem Äther verschwinden möge. Bereits nach einem Jahr zog sich das witzig-freche Fantasiewesen in das Wischerland zurück. Im Jahr 2020 beschrieb der ORF die Sendung als erfrischend und charakterisierte das so schnell vertriebene Geschöpf als „Legende“.
Dschi Dsche-i Wischer Dschunior gilt als Vorläufer zahlreicher Radio-Comedys des Ö3-Weckers wie etwa Vignettenman, Fred Combuese, Sepp Schnorcher, ZIB2 einhalb, Weckercombo, Wecker-Checker, Ö3-Mikromann.

## Textbeispiele
„Muffelt ihr noch in der Matte oder murkst ihr schon senkrechter Weise im Alltäglichen herum?“

„Dschi Dsche-i dient ein echowelliges und ätherstrahliges Howdy aus dem Iglu Null-Null-Sieben an und grüßet die Jungwischer und die Senioren, die Rauhfelligen wie die Zarthaarigen – und die Glatzbaucherten auch. Seid ihr schon betrieblich, ihr Glücklichen, oder habt Ihr noch die Tuchent über den Flatterohren?“

„Geht's ... halbwegerlich? Keiner mit dem linken Hüfling aus der Matte gestiegen? Alles in totaliter prunkvoller Launigkeit? Ich tät's wünschen, ich tät's wünschen. Ein Wischerleben ist eh' ein sehr kürzliches und schade ist es um jeden Tag, wo man Trübsal bläst und Gift trommelt und Ärger flötet“

## Publikationen
1980 sind die Texte in Buchform und später auch auf LP und CD erschienen.